# Точка и пузырь
«То́чка и пузы́рь» (англ. Dot and Bubble) — пятый эпизод 14-го сезона британского научно-фантастического телесериала «Доктор Кто». Автор сценария — шоураннер сериала Расселл Ти Дейвис. Режиссёр эпизода — Дилан Холмс Уильямс. Премьера эпизода состоялась 1 июня 2024 года на стриминговых сервисах BBC iPlayer и Disney+.

## Сюжет
Линди Пеппер-Бин — одна из обеспеченных молодых людей, живущих на инопланетной колонии будущего под названием Славновремя, окружённой Дикими лесами. Её обитатели живут в интерфейсе социальной сети в виде пузыря вокруг их голов, формирующегося устройством «Точкой». Доктор и Руби появляются в её пузыре, пытаясь предупредить об опасности. Линди замечает пропажу своих друзей и коллег и, опустив пузырь, видит огромных слизней, которые пожирают людей. Доктор и Руби указывают ей направляться в тоннели, откуда есть выход из города по подземной реке. По пути она встречает знаменитого Рики Сентября, который узнаёт, что их родную планету с родителями уже разрушили слизни. Доктор осознаёт, что Точки развили свой интеллект и создали слизней для истребления жителей колонии. Точка пытается убить Линди, но та подставляет Рики и кидает его на смерть. Оказавшись у подземной реки, Линди и другие выжившие исключительно белокожего сообщества Славновремени отвергают предложение Доктора спасти их и отвезти на другую планету, поскольку он «не один из них», и решают отправиться в Дикие леса.

## Производство

### Разработка
Эпизод написан шоураннером сериала Расселлом Ти Дейвисом. Первоначально идея пришла ему в 2009 году, когда на тот момент новый шоурранер сериала Стивен Моффат попросил Дейвиса, покинувшего тогда пост шоураннера, написать сценарий для Одиннадцатого Доктора (Мэтт Смит) и его спутницы Эми Понд (Карен Гиллан). В итоге Дейвис в апреле 2010 года предложил сценарий для 6-го сезона, но от него было решено отказаться из-за ограничений бюджета, которые не позволили бы производство эпизода, насыщенного визуальными эффектами. Рабочими названиями эпизода были «irl» (от англ. in real life — «в реальной жизни») и «Монстры, монстры повсюду» (англ. Monsters, Monsters Everywhere). Сюжет исследует тему зависимости поколения Z от социальных сетей, а также расизма и элитизма. Отказ жителей Славновремени от помощи Доктора в конце эпизода было объяснено цветом его кожи. Дейвис сравнил эпизод с сериалом «Чёрное зеркало». Некоторые критик также отметили схожесть в тоне и посыле. Бреннан Клайн из Screen Rant провёл связь конкретно с сериями «15 миллионов заслуг» (2011) и «Нырок» (2016).

### Съёмки
Режиссёр эпизода — Дилан Холмс Уильямс. Это второй эпизод, снятый для 14-й сезона как часть первого съёмочного блока вместе с предыдущим эпизодом «73 ярда», однако последняя сцена стала первой для Шути Гатвы в роли Пятнадцатого Доктора за исключением его первого эпизода «Смешок» (2023). Съёмки проходили в декабре 2022 года и в январе 2023 года. Среди мест съёмок были Плотина Кардиффского залива и Университет в Суонси в Уэльсе. Поскольку погода была непредсказуемой, Джей Форсит-Ноубл в роли синоптика снял несколько прогнозов погоды. Компания Millennium FX создала дизайны слизней, для управления которых во время съёмок требовалось трое человек внутри.

### Актёрский состав
Пятнадцатого Доктора сыграл Шути Гатва, а его спутницу Руби Сандей — актриса Милли Гибсон. Как и в случае с предыдущим эпизодом, Гатва всё ещё снимался в последнем сезоне сериала «Половое воспитание», что ограничило его участие, хотя он присутствовал в этом эпизоде больше, чем в предыдущем. Вместо него и Гибсон сюжет фокусировался на Калли Кук в роли Линди Пеппер-Бин. Том Рис Харрис исполнил роль Рики Сентября. Как и в других эпизодах сезона, в этом также в небольшой роли появилась Сьюзан Твист, на сей раз в роли Пенни Пеппер-Бин, матери Линди. Среди других актёров были Эйли Лоан, Алдус Чокайло Сквайр и Нив Линч. На роли жителей колонии Славновремя были выбраны только белые актёры из-за темы расизма, и Дейвис не был уверен, как быстро зрители заметят отсутствие разнообразия до последней сцены.

## Релиз и критика
| Агрегированные оценки            | Агрегированные оценки |
| Источник                         | Рейтинг               |
| -------------------------------- | --------------------- |
| Rotten Tomatoes (Tomatometer)    | 94 %                  |
| Rotten Tomatoes (средняя оценка) | 7,4/10                |
| Оценки критиков                  |                       |
| Источник                         | Рейтинг               |
| Digital Spy                      | [ 25 ]                |
| Empire                           | [ 26 ]                |
| Evening Standard                 | [ 27 ]                |
| i                                | [ 28 ]                |
| IGN                              | 5/10                  |
| Radio Times                      | [ 30 ]                |
| The Independent                  | [ 31 ]                |
| Total Film                       | [ 18 ]                |
| Vulture                          | [ 10 ]                |

### Релиз
Премьера эпизода состоялась одновременно на стриминговых сервисах BBC iPlayer и Disney+ в полночь по британскому времени 1 июня 2024 года. На канале BBC One эпизод был показан позднее, вечером 1 июня.

### Рейтинги
За вечер на телеканале BBC One эпизод посмотрело 2,12 млн человек. Полный рейтинг за неделю составил 3,383 млн зрителей (включая просмотры на iPlayer), что также стало самым низким показателем возрождённого сериала с 2005 года, побив предыдущий антирекорд — 3,47 млн у эпизода «Легенда о морских дьяволах» (2022), и самым низким показателем с первого эпизода серии «Поле брани» (1989). Среди всех выпусков недели на британском телевидении эпизод занял 24-е место (8-е место среди уникальных программ недели, 8-е место среди выпусков недели на BBC One, 5-е место среди уникальных программ на BBC One), а среди выпусков дня (субботы) на британском телевидении занял 1-е место.

### Критика
Согласно агрегатору рецензий Rotten Tomatoes, 94 % из 16 критиков дали эпизоду положительный отзыв, их средняя оценка составила 7,4 из 10. Консенсус критиков на сайте гласит: «„Точка и Пузырь“ — испепеляющая трактовка постоянной жизни в сети с добавлением скользких монстров, которая стала очередным запоминающимся приключением Доктора».
Уилл Салмон из Total Film сравнил виртуальный аспект эпизода с мультимедийной продукцией во время пандемии COVID-19, а также с антиутопией эпизода «Пробка» (2007). Салмон похвалил актёрскую игру Кук за показ «уязвимости» и «сложности» её персонажа. Стефан Мохамед из Den of Geek написал о схожести с сериалом «Чёрное зеркало» не только в сюжете, но и в дизайне. Эд Пауэр в рецензии для The Independent назвал эпизод кроссовером сериала «Чёрное зеркало» и документального фильма Дэвида Аттенборо.
Ребекке Кук из Digital Spy показалось, что эпизод был слабее предыдущих двух («Бум» и «73 ярда»), и она раскритиковала диалоги поколения Z, написанные Дейвисом. Кук отметила, что ей было бы интересно узнать, как эпизод выглядел бы без участия Disney в роли сопродюсера. Позже она добавила, что этот эпизод помог ей заметить тенденцию появления слабых злодеев на протяжении всего сериала. Морган Джеффри в отзыве для Radio Times отметил, что эпизод «кажется жертвой собственных амбиций», что в нём было «множество идей», но в процессе он слишком перегружается. Однако Джеффри высоко отметил игру Кук, а также Гатвы, несмотря на его ограниченное участие, и описал эпизод как «бесспорно увлекательный». Роберт Андерсон из IGN схожим образом написал об эпизоде и отметил, что он выиграл бы от большего экранного времени Гатвы и Гибсон.
Мохамед также отметил, что для него фоновый расизм со стороны персонажей стал главной частью эпизода, но пожелал, чтобы в будущем подобные темы поднимались бы не белокожими сценаристами. Изобель Льюис из The New York Times также высказала эту точку зрения, объяснив, что персонаж Линди назвала ТАРДИС словом «вуду», что в прошлом использовалось как расистское оскорбление.